# 萊克哈蒂鎮區 (明尼蘇達州哈伯德縣)
萊克哈蒂鎮區（英語：Lake Hattie Township）是位於美國明尼蘇達州哈伯德縣的一個行政鎮區。

## 地方資料
萊克哈蒂鎮區的面積為89.27平方千米，當中陸地面積為86.61平方千米，而水域面積為2.66平方千米。根據2020年美國人口普查的數據，當地共有人口180人，而人口密度為每平方千米2.02人。